# Xenikophyton
Xenikophyton – rodzaj roślin z rodziny storczykowatych (Orchidaceae). Łodyga prosta ze sporadycznymi odgałęzieniami. Liście twarde i naprzeciwległe, osłonki sierpowate. Kwiatostany wiechowate, z bardzo dużą ilością kwiatów. Kwiaty około 4 mm, rozpostarte, zielono-białe z pstrymi brązowymi plamkami. Warżka biała lub zielono-biała, czasami z odrobiną fioletu przy wejściu do torebki. Słupek mięsisty i rozwarty, 4 zaokrąglone pylniki.
Oba gatunki z tego rodzaju występują w Indiach na wysokościach od 900 do 1350 m, jednakże większe nagromadzenie znajduje się na południu tego kraju.
Rodzaj został sklasyfikowany i przeniesiony w 2014 roku do rodzaju Schoenorchis, a oba gatunki są synonimem Schoenorchis smeeana

## Systematyka
Rodzaj sklasyfikowany do podplemienia Aeridinae w plemieniu Vandeae, podrodzina epidendronowe (‘’ Epidendroideae’’), rodzina storczykowate (Orchidaceae), rząd szparagowce (Asparagales) w obrębie roślin jednoliściennych.
Wykaz gatunków
- Xenikophyton seidenfadenianum M.Kumar, Sequiera & J.J.Wood
- Xenikophyton smeeanum (Rchb.f.) Garay